# I'll Stand by You
I'll Stand by You är en balladlåt skriven av Chrissie Hynde, Tom Kelly och Billy Steinberg och ursprungligen inspelad och släppt på singel av The Pretenders 1994.

## The Pretenders
"I'll Stand by You" släpptes som andra singeln från albumet Last of the Independents 1994, och nådde som högst placeringen #16 på US Billboard Hot 100, 40-i-topp på Billboards lista Modern Rock Tracks och nummer tio i Storbritannien. I Storbritannien och USA gick den bättre än albumets första singel, "Night in My Veins".
I videon till "I'll Stand by You" tog Chrissie Hynde hand om en sjuk man.

### Listplaceringar
| Lista (1994)                    | Topplaceringar |
| ------------------------------- | -------------- |
| Australiska ARIA-singellistan   | 8              |
| Brittiska singellistan          | 10             |
| US Billboard Hot 100            | 16             |
| US Billboard Modern Rock Tracks | 21             |
| Svenska 60-i-topplistan         | 21             |

## Girls Aloud
Den brittiska tjejgruppen Girls Aloud spelade in en cover på sången som 2004 fungerade som officiell sång för välgörenhetsevenemanget Children in Need. Den släpptes på singel den 15 november 2004. Lanseringen tillkännagavs tio dagar före lanseringen. Sången finns även på Girls Alouds andra studioalbum, What Will The Neighbours Say?.
The Girls Alouds version av "I'll Stand By You" fick något mindre bra kritik. Tidningen The Guardian gav Girls Alouds album bra kritik, men kallade den "a thing of death-dealing tedium."

### Musikvideo
Videon till Girls Alouds av "I'll Stand by You" börjar med att gruppmedlemmarna ligger och sitter orörliga i en öken, och sedan börjar ett åskväder, och gruppmedlemmarna går närmare varandra och står i en cirkel. I en specialversion för "Children in Need" står gruppmedlemmarna och håller i "Pudsey Bear", som är den teddybjörn som är maskot för organisationen "Children in Need", i slutet av videon.

### Låtlistor och format
Detta är formaten och låtlistor av större singellanseringar av "I'll Stand by You" av Girls Aloud.
| CD1: Polydor / 9869129 (UK) |                                                |      |
| 1.                          | "I'll Stand by You"                            | 3:42 |
| 2.                          | "Real Life"                                    | 3:41 |
| CD2: Polydor / 9869130 (UK) |                                                |      |
| 1.                          | "I'll Stand by You"                            | 3:42 |
| 2.                          | "I'll Stand by You" [Tony Lamezma's Club Romp] | 5:05 |
| 3.                          | "What Will the Neighbours Say? Album Medley"   | 3:14 |
| 4.                          | "I'll Stand by You" [video]                    | 3:44 |
| 5.                          | "I'll Stand by You" [karaoke video]            | 3:44 |
| 6.                          | "I'll Stand by You" [game]                     |      |

#### Versioner och lanseringar
Detta är de officiella versionerna och remixversionerna av Girls Aloud och den lansering de finns med på:
"I'll Stand by You"
| Version                     | Lansering                                                                            |
| --------------------------- | ------------------------------------------------------------------------------------ |
| Album Version               | What Will the Neighbours Say?, "I'll Stand by You", singel, The Sound of Girls Aloud |
| Tony Lamezma's Club Romp    | "I'll Stand by You", singel                                                          |
| Video                       | "I'll Stand by You", singel, Girls on Film [DVD], Style [DVD]                        |
| Gravitas Vocal Dub Mix Edit | "Wake Me Up", singel                                                                 |

"Real Life"
| Version                    | Lansering                                                  |
| -------------------------- | ---------------------------------------------------------- |
| Album Version              | What Will the Neighbours Say?, "I'll Stand by You", singel |
| Live at Hammersmith Apollo | "Long Hot Summer", singel                                  |

### Listor
"I'll Stand By You" debuterade på förstaplatsen på den brittiska singellistan, och blev Girls Alouds andra singel att så göra. It sold 57,597 copies in its first week. The song also remained at the top for a second week. Den stannade på brittiska 40-i-topp i nio veckor, och rankades 44:a vid 2004 summerades vid kommande årsskifte. I Republiken Irland nådde sången som högst en tredjeplats, detta i tre raka veckor. Totalt låg singeln kvar bland de tio främsta i nio veckor, och 15 veckor på Republien Irlands 40-i-topp.
| Lista (2004)                   | Topplacering |
| ------------------------------ | ------------ |
| Brittiska singellistan         | 1            |
| Republiken Irlands singellista | 3            |
| Polska singellistan            | 51           |

## Carrie Underwood
"I'll Stand by You" spelades 2007 in som cover av Carrie Underwood som en välgörenhetssingel, inspelad för programmet Idol Gives Back som sändes den 25 april 2007.
Carrie Underwood framförde sången då hon besökte Afrika, och hennes version används som soundtrack för en videovinjett, där Carrie Underwood sjunger för barn och för olika aktiviteter med dem. Singeln och videon släpptes till USA:s iTunes Store den 26 april 2007. Ryan Seacrest meddelade att alla pengar som tjänades på digital download skulle doneras till välgörenhet för att hjälpa miljontals fattiga barn.
De första dagarna efter lanseringen sålde den över 124 000 exemplar via nerladdning, och debuterade på US Billboard Hot 100 som sjätteplacerad, Carrie Underwoods högsta position på Billboard Hot 100 sedan hennes debutsingel, "Inside Your Heaven", som 2005 debuterade på förstaplatsen.
Den togs dock senare bort från iTunes, vilket ledde till att singeln gjorde ett av de största fallen någonsin på Billboard Hot 100. Singeln såldes i över 300 000 exemplar via nerladdning under perioden den fanns tillgänglig där. Precis som det sagts så gick alla vinster från försäljningarna till välgörenhet. Singeln fick även på förhand icke-begärd speltid på USA:s radiostationer för countrymusik, fastän den officiellt inte släpptes till countryradio.
Carrie Underwood framförde sången vid American Idol under sjätte säsongens final den 23 maj 2007.

### Musikvideo
The musikideo filmades i Afrika. Carrie Underwood sjöng för unga barn och hjälpte dem med att rita och måla. Vid en scen syns hon vandra in på en begravningsplats ed en flicka i sina armar, och i handen en pojke som har med sig blommor. Carrie Underwood syns också gråta i slutet av videon, då hon hjälper en sjuk person. Musikvideon blev också nedladdningsbar från US iTunes Store.

### Charts
| Lista (2007)                                  | Topplaceringar |
| --------------------------------------------- | -------------- |
| US Billboard Hot 100                          | 6              |
| US Billboard Pop 100                          | 6              |
| US Billboard Hot Christian Adult Contemporary | 29             |
| US Billboard Hot Adult Contemporary Tracks    | 54             |
| US Billboard Hot Country SongsA               | 41             |
| Canadian Country SinglesA                     | 40             |
| Canadian Hot 100                              | 10             |
| United World Chart                            | 21             |

- A In på listan via icke-begärd speltid.

## Övrigt
2008 användes låten i reklam för AMF Pension i Sverige.